# Grkljan
Grkljan (lat. larynx) organ je dišnoga sustava koji je smješten u prednjem dijelu vrata. Cjevasta je oblika i počinje otvorom u donjem dijelu ždrijela (hipofarinksu), a nastavlja se u dušnik (trachea).
Duljina grkljana je prosječno 44 milimetra kod muškaraca, a 36 kod žena. Poprečni promjer mu je 43 mm kod muškaraca, 41 kod žena, anteroposteriorni promjer 36 mm kod muškaraca, 26 kod žena, te opseg 136 mm kod muškaraca, a 112 kod žena.
Glavna je funkcija organa disanje, dok je evolucijom prilagođen fonaciji. 

## Građa
Grkljan se sastoji od hrskavica (pet velikih i nekoliko sitnih) i mišića. Čitav je organ s unutarnje strane prekriven sluznicom. 
Velike hrskavice jesu: tiroidna hrskavica, krikoidna hrskavica, parne aritenoidne hrskavice i epiglotis (elastična hrskavica).

## Opskrba krvlju i inervacija
Arterijska krv dolazi u larinks iz gornje štitne arterije (gornja i srednja laringealna arterija) te iz donje štitne arterije (donja laringealna arterija).  
Nervus vagus motorno inervira grkljan putem svojih ogranaka: nervus laryngeus superior i nervus laryngeus inferior. Gornji laringealni živac osjetno inervira sluznicu grkljana.

## Najčešće bolesti grkljana
Različita stanja mogu zahvatiti grkljan. Kod većina stanja glavni simptomi uključuju promuklost, gubitak glasa, bol u grlu i teškoće disanja.
- Prirođene mane grkljana - npr. cista, atrezija ili stenoza
- Ozljede grkljana
- Upale grkljana - npr. laryngitis acuta (akutna upala grkljana), laryngitis chronica (kronična upala grkljana)
- Tumori grkljana - npr. carcinoma laryngis (najčešći)